# 德林克龍屬
德林克龍屬（學名：Drinker）是鳥臀目恐龍的一屬，生活於晚侏羅紀的北美洲。雖然牠的化石保存得較好，但被命名後的科學研究較少。

## 描述
德林克龍是相當小型的恐龍，被估計約有2公尺長及10公斤重。牠是雙足恐龍，前肢短，頭部小，腳長且強壯。

## 分類
德林克龍有時被非正式地被認為是奧斯尼爾龍的異名，但最近的研究卻認為牠們是不同的屬。德林克龍是種分類位置不明的原始鳥臀目。生存於侏羅紀晚期葡萄牙的葉牙龍可能是牠的近親。

## 發現及歷史
在1990年，羅伯特·巴克、彼得·加爾東（Peter Galton）等人描述及命名了德林克龍的部份骨骼，但這個名字卻有些諷刺。因為德林克龍是為紀念古生物學家愛德華·德林克·科普（Edward Drinker Cope），他在著名的骨頭大戰中與對手奧塞內爾·查利斯·馬什發現了很多恐龍的化石。德林克龍卻與以馬什為名的奧斯尼爾龍有可能是近親。模式種的「D. nisti」的種小名是指國家標準和科技機構（National Institute of Standards and Technology）。
德林克龍的化石發現於美國懷俄明州科摩崖的莫里遜組，正模標本是一頭亞成體骨骼（編號CPS 106），包括了部份頜部、脊骨及肢骨。在同一地區發現很多同時期的標本也被歸類於德林克龍，當中大部份都有脊椎及後肢遺骸，以及牙齒。羅伯特·巴克等人認為德林克龍相對於稜齒龍科太過原始，尤其是牠的牙齒沒有明顯的中央垂直稜脊，並且將牠與奧斯尼爾龍一同分類在未命名的類別中。從1990年至今，只有很少的德林克龍相關研究。莫里遜組的德林克龍化石，發現於第5與第6地層帶。

## 古生物學
羅伯特·巴克描述德林克龍生活的環境是沼澤（因在該地區發現肺魚類的牙齒及沼澤植物），並認為德林克龍的寬腳掌與長趾爪，很適合在這些環境中生活，而當地的劍龍科及蜥腳下目腳部，與身體相比則較窄。在1997年，羅伯特·巴克根據一群由6到35個個體組成的化石，提出德林克龍是穴居動物，並推測這群動物是被洪水等災害而群體死亡。
若德林克龍真的是生活在洞穴的，這可是第一次發現的穴居恐龍。目前唯一有證據支持的掘地恐龍，是新近發現的掘奔龍，牠們與德林克龍關係較遠。否則，德林克龍就如同其他的基底鳥臀目，是小型的雙足草食性恐龍。德林克龍是與龜、肺魚類及早期的多瘤齒獸目（Zofiabaatar、Foxraptor）生活在同一環境。

## 外部連結
- 德林克龍與洞穴 （页面存档备份，存于）
- 恐龍博物館——德林克龍
- Thescelosaurus!